# نمیشه عاشق نشم
«نمیشه عاشق نشم» (به انگلیسی: Can't Help Falling in Love) تک‌آهنگی از هنرمند اهل ایالات متحده آمریکا الویس پریسلی است که در سال ۱۹۶۱ میلادی منتشر شد.